# Літературно-мистецький фестиваль імені Квітки Цісик
Літературно-мистецький фестиваль імені Квітки Цісик проводиться на Циганському горбі у селі Ліски Коломийського району. В цьому селі жили дідусь і бабуся легендарної співачки та восьмеро їхніх дітей, зокрема і її батько — відомий віртуоз-скрипаль Володимир Цісик. У 2014 фестиваль проводився всьоме.
Засновником фестивалю є поет Ярослав Ясінський, котрий власним коштом встановив на Циганському горбі пам'ятник просвітителям села Ліски, серед яких дядько Квітки Цісик Микола, що загинув від рук енкаведистів у Дем'яновому Лазі.

## Фестиваль 2014
Відбувся 20 вересня 2014 року. У програмі VII фестивалю були виступи бардів (зокрема молодий бард з Івано-Франківська Родіон Волков), пісні з репертуару Квітки Цісик, авторська пісня, а також поезія, есеїстика, проза. Також цьогоріч у фестивалі взяла участь заслужена артистка України Анжеліка Рудницька. В Ліски традиційно приїхали літератори зі Львова, Києва, Чернівців. А Івано-Франківщину представили письменники на чолі із головою обласної організації НСПУ Євгеном Бараном. Серед них Степан Процюк, Василь Бабій, Роман Киселюк, Василь Тулай, Олександр Букатюк, Тетяна П'янкова, Василь Карп'юк, Наталя Ткачик, Ярослав Ткачівський та інші.
Організаторами фестивалю цього року заснована іменна медаль Квітки Цісик. Першими лауреатами стали оперна співачка Оксана Ярова та телеведуча і співачка Анжеліка Рудницька.

## Фестиваль 2017
На початку вересня 2017 року в селі Ліски, на Циганському Горбі — приватному обійсті поета Ярослава Ясінського — відбувся 10-й літературно-мистецький фестиваль імені Квітки Цісик. На обійсті Ясінського стоїть недоторканним раритетом стара школа, у якій, за переказами, свого часу гостював митрополит Андрей Шептицький. Під час проведення фестивалю в одній з реставрованих кімнат школи відкрито другий за ліком меморіальний музей американської співачки українського походження Квітки Цісик, чиї предки походять з Лісок; тут на старому цвинтарі похована її бабця Марія Цісик.